# Der wilde Starost und die schöne Jütta
Der wilde Starost und die schöne Jütta ist eine Novelle des österreichischen Schriftstellers Karl Emil Franzos, deren Niederschrift 1874 beendet wurde. Zunächst in dem Band Halb-Asien veröffentlicht, erschien sie 1881 in der 3. Auflage der Juden von Barnow.

## Handlung
Das Städtchen Barnow in Podolien: Der k.k. Amtsdiener Herr Janko Czupka sorgt in Barnow für Ordnung. Besonders überwacht er das Kehren der Straßen, durch die die jährliche Fronleichnamsprozession wieder führen wird. Den Juden droht Czupka für Fronleichnam: „... wehe euch, wenn ihr während der Prozession auf der Gasse seid – wir schlagen euch ein bißchen tot.“ An drei Altären wird die Prozession Halt machen. Einer wird auf dem wüsten Schloss des greisen wahnsinnigen Starosten Janko von Barecki nahe bei der Barnower Serethbrücke aufgebaut.
Ob nun Katholik oder Jude, jeder dieser Barnower erzählt, wie der wilde Starost anno 1832 in den Wahnsinn getrieben wurde.
Der Schlossverwalter Stephan Wolanski, ein zitteriger Greis, erzählt die eine Wahrheit; schimpft auf alle „aus diesem verdammten Volke“ der Juden, doch auf die arme Jüdin Jütta, auf Deutsch Jadwiga Holdberg, lässt er nichts kommen. Während jener schlimmen Nacht vor einem Fronleichnamsfest, von der die Rede ist, war der kleine Janko, den Jütta zusammen mit dem Schlossherrn hatte, erst ein viertel Jahr alt. In jener Nacht nutzten ein paar verwegene vermummte Juden die Abwesenheit des Starosten aus, drangen ins Schloss ein und entführten Jütta samt ihrem kleinen Sohn. Der Starost war gerade auf dem Wege zum Kreisgericht Tarnopol unterwegs und wollte dort seine Eheschließung mit Jütta vorbereiten. Janko von Barecki war gewarnt worden. Frau und Kind mit einer Bedeckung mit zwei Männern zurücklassen? Äußerst waghalsig! Der Starost hatte nur gelacht. Die „feigen Juden“, von ihm persönlich eingeschüchtert, würden eine Entführung nicht wagen. Nachdem es doch geschehen war, befassten sich die Gerichte, auch in Ungarn, Russland und der Moldau, mit dem Raub. Janko von Barecki, Gerichtsherr in Barnow, hielt die Vorsteher jüdischer Gemeinden ein halbes Jahr gefangen und bekam nichts heraus. Als der Starost die Juden, die im Gefängnis auch hungern mussten, freilässt, bittet er sie um Erbarmen, denn er fühlt, wie ihn der Schmerz in den Wahnsinn treibt. Die Juden aber wollen nichts von einer Jütta Holdberg wissen. Der Erzähler Stephan Wolanski hatte, während sich sein Herr so erniedrigte, gesehen, wie einer der Freigelassenen, ein gewisser Simon Grün, heimlich höhnisch gelächelt hatte. Im Winter macht sich der Starost persönlich auf die Suche. Vergeblich. Nach dem nächsten Fronleichsnamsfest fällt Janko von Barecki mit seinen Mannen über die Barnower Juden her. Stephan Wolanski erschlägt bei der Gelegenheit Simon Grün.
Die andere Wahrheit erzählt Sarah Grün, die Mutter des Erschlagenen: Wir haben „die Jütta dem polnischen Herrn genommen, damit Gott nicht beleidigt werde.“ Immerhin war Jüttas Vater, der alte Manasse, Vorsteher der Juden gewesen. Die Knechte des Starost hatten die damals 18-jährige Jütta rauben wollen. Janko von Barecki war eingeschritten und hatte das schöne Mädchen für sich genommen. Der alte Manasse war wenige Stunden nach dem Raube gestorben. Die Juden wählten den jungen Simon Grün zu ihrem Vorsteher. Dieser zog vors Gericht und wurde verhöhnt. Es blieb nur noch Gewalt gegen Gewalt. Nach der Entführung brachten die Juden Jütta und das Kind zunächst in einem russischen Dorfwirtshaus unter und weiter gings. Der Kleine starb auf dem Wege nach Mohilew. Jütta gab die Leiche nicht her und ertrank nach einem Sprung in den Dnepr.
Eingangs wurde die Vorbereitung auf die nächste Fronleichnamsprozession in Barnow skizziert. Was ist über diese zu erzählen?
Nun, in der Barnower Judenstadt sitzt Sarah Grün und knirscht: „Fluch den Christen!“ Auf seinem Schloss am Fluss tanzt der wahnsinnige alte Starost Janko von Barecki vor Freude und presst hervor: „Fluch den Juden!“

## Rezeption
- 1964: Creutzburg[5] urteilt, beide Seiten, Katholiken wie Juden, verhielten sich unangemessen. Aber er schätzt die Schuld der Herren, die vor keinem Pogrom zurückschreckten, wesentlich höher als die der gedemütigten Juden ein. Jütta war auf Betreiben Simon Grüns gegen ihren Willen ostwärts entführt worden. Immerhin hatte sie nach ihren ersten Entführung durch den Starosten diesen Wüstling zu einem Manne gemacht, der seine Frau achtet. Trotzdem bleibt die Schuld des Starosten: Der überfallene Manasse war nach dem Raub seiner Tochter verstorben. Und die Juden hatten vor Gericht kein Recht bekommen.

## Ausgaben
- Der wilde Starost und die schöne Jütta, S. 112–141 in: Die Juden von Barnow. Geschichten von Karl Emil Franzos. 11.–15. Auflage. Cotta’sche Verlagsbuchhandlung, Stuttgart 1920 (archive.org).
- Der wilde Starost und die schöne Jütta. S. 199–222 in: Günter Creutzburg (Hrsg.): Der wilde Starost und die schöne Jütta. Novellen um Liebe und Ehe von Karl Emil Franzos. Illustrationen: Wolfgang Würfel. Verlag der Nation, Berlin 1964 (verwendete Ausgabe)